# Falsestoloides mexicana
Falsestoloides mexicana är en skalbaggsart som beskrevs av Stefan von Breuning 1954. Falsestoloides mexicana ingår i släktet Falsestoloides och familjen långhorningar. Inga underarter finns listade i Catalogue of Life.